# Liste der Monuments historiques in Évricourt
Die Liste der Monuments historiques in Évricourt führt die Monuments historiques in der französischen Gemeinde Évricourt auf.

## Liste der Objekte
| Bezeichnung                                            | Beschreibung                            | Standort                 | Kennzeichnung | Schutzstatus | Datum | Bild |
| ------------------------------------------------------ | --------------------------------------- | ------------------------ | ------------- | ------------ | ----- | ---- |
| Zwei Skulpturen: Heilige Barbara und heilige Katharina | Eichenholz, 16. Jahrhundert             | in der Kirche St-Sulpice | PM60000762    | Classé       | 1913  |      |
| Skulptur Madonna mit Kind                              | Eichenholz, Anfang des 13. Jahrhunderts | in der Kirche St-Sulpice | PM60000761    | Classé       | 1913  |      |